# المشنف
المشنف بلدة وناحية سوريّة إداريّة تتبع منطقة السويداء في محافظة السويداء. بلغ عدد سكان الناحية 17,134 نسمة حسب تعداد عام 2004.

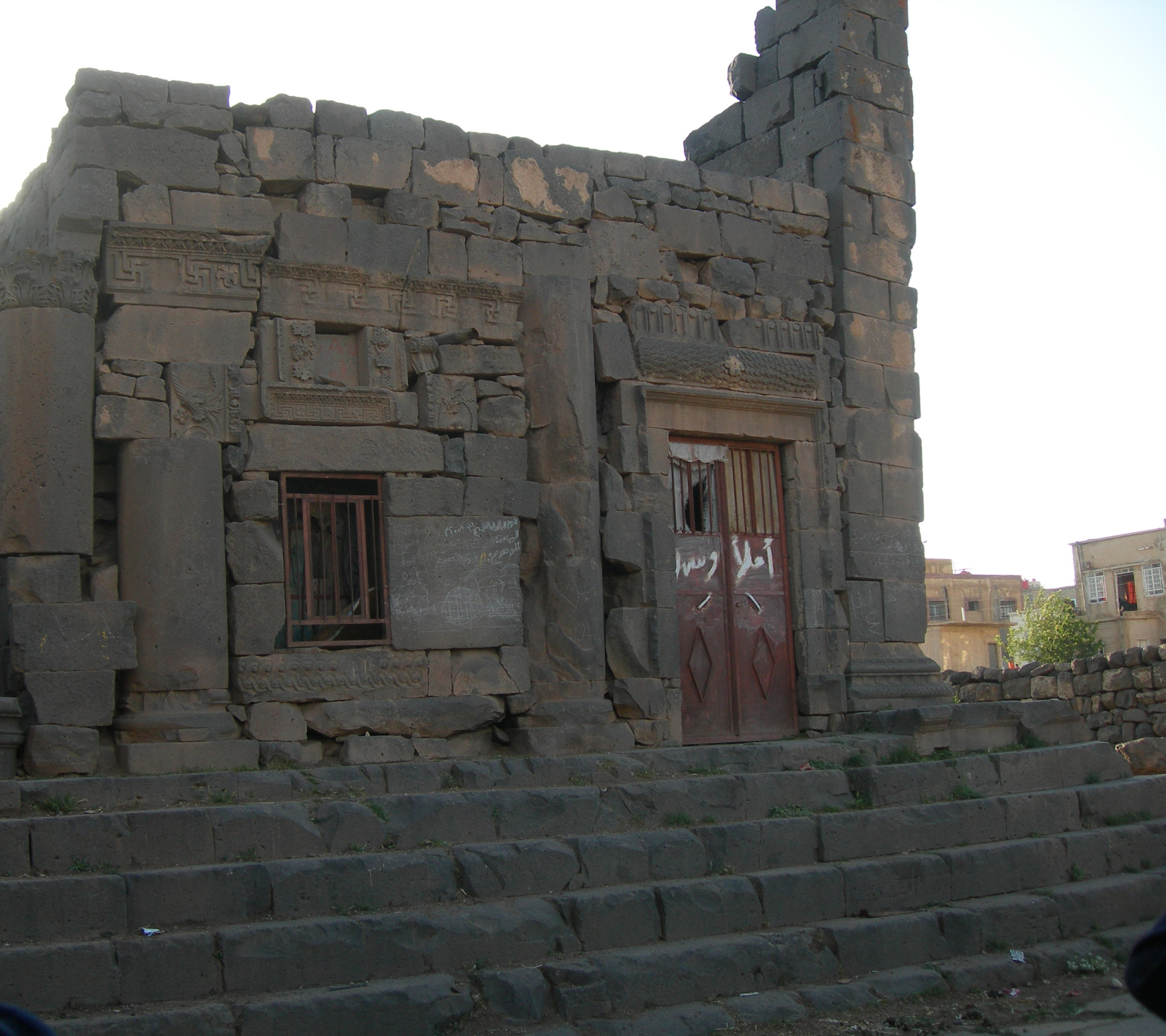
معبد روماني في المشنف